# The Golden D
The Golden D è il secondo album discografico in studio da solista del cantautore britannico Graham Coxon (chitarrista dei Blur), pubblicato nel 2000.

## Tracce
1. Jamie Thomas – 2:32
2. The Fear – 3:02
3. Satan i Gatan – 3:18
4. Fame and Fortune (Roger Miller) – 3:35
5. My Idea of Hell – 2:14
6. Lake – 7:34
7. Fags and Failure – 1:54
8. Leave Me Alone – 3:10
9. Keep Hope Alive – 3:56
10. Oochy Woochy – 4:24
11. That's When I Reach for My Revolver (Clint Conley) – 3:58
12. Don't Think About Always – 4:43